# Tordelrábano
Tordelrábano ist ein Ort und eine Gemeinde (municipio) mit 11 Einwohnern (Stand: 2024) im Norden der Provinz Guadalajara in der Autonomen Gemeinschaft Kastilien-La Mancha. 

## Lage und Klima
Tordelrábano liegt in einer Höhe von ca. 1070 m in der Kulturlandschaft der Serranía. Die Entfernung zur südsüdwestlich gelegenen Provinzhauptstadt Guadalajara beträgt ca. 63 Kilometer (Fahrtstrecke). 
Das Klima ist gemäßigt bis warm; Regen (505 mm/Jahr) fällt übers Jahr verteilt.

## Bevölkerungsentwicklung
| Jahr      | 1970 | 1981 | 1991 | 2001 | 2011 | 2021 |
| Einwohner | 61   | 25   | 17   | 10   | 16   | 10   |

## Sehenswürdigkeiten
- Peterskirche